# Michael Biehn
Michael Biehn est un acteur américain, né le 31 juillet 1956 à Anniston en Alabama.
Notamment apparu en 1981 dans The Fan de Edward Bianchi (en), il connait une importante renommée pour avoir joué tour à tour le sergent Kyle Reese dans Terminator en 1984 et le caporal Dwayne Hicks (en) dans Aliens en 1986, deux films mélangeant action et science fiction réalisés par James Cameron. Il retrouve une dernière fois le cinéaste canadien en 1989 dans le film de science fiction Abyss qui le voit jouer le lieutenant de vaisseau Hiram Coffey. Par la suite, il continue dans le cinéma d'action avec les films Navy Seals en 1993 et Rock 1996, tout en apparaissant dans les westerns Tombstone en 1993 et Les Sept Mercenaires entre 1998 et 2000.
Il connait une chute de notoriété conséquente à partir des années 2000, apparaissant essentiellement dans des films à petit budget. Il apparait tout de même dans le film Planète Terreur (2007) de Robert Rodriguez et prête sa voix au  sergent Rex « Power » Colt dans les jeux vidéo Far Cry 3: Blood Dragon (2013) et Trials of the Blood Dragon (2016).

## Biographie

### Jeunesse et formations
Michael Biehn naît à Anniston en Alabama, de Marcia (née Connell) et Don Biehn, un avocat. Il est le second de trois frères,. En partie, il est originaire d’Allemagne. Jeune, il emménage avec sa famille à Lincoln en Nebraska, puis à Lake Havasu City en Arizona où il est membre d’un club d'art dramatique avant d'obtenir son diplôme. Il assiste au programme de théâtre à l’université de l'Arizona, où il est membre de la confrérie de Sigma Nu avant d’aménager à Hollywood.

### Carrière
Michael Biehn débute dans des films et téléfilms comme celui de Grease (1978), où il prête ses traits au footballeur qui se fait frapper au ventre par Danny Zuko — interprété par John Travolta. Il n’y est pas crédité ou alors en Limier dans une courte scène du pilote L'Âge de cristal. En 1981, il apparaît dans le rôle de Douglas Breen, un traqueur furtif, dans Fanatique (The Fan) d'Edward Bianchi, aux côtés de Lauren Bacall.
En 1984, il devient Kyle Reese, un soldat envoyé dans le passé par John Connor dans le but de sauver sa mère Sarah Connor, dans le film de science-fiction Terminator (The Terminator) de James Cameron, aux côtés d’Arnold Schwarzenegger et de Linda Hamilton. Avec le même réalisateur, il tient la vedette en tant que caporal Dwayne Hicks dans Aliens, le retour (Aliens) en 1986 et en tant que lieutenant Hiram Coffey dans Abyss (The Abyss) en 1989. Il reprend son rôle de Kyle Reese en 1991 dans une scène de Terminator 2 : Le Jugement dernier (Terminator 2: Judgment Day), d'abord coupée au montage, puis restaurée dans la version longue.
Dans les années 1990, dans un avant-projet d'Alien 3 (1992) écrit par William Gibson, le personnage de Dwayne Hicks (ayant pourtant survécu aux créatures dans Aliens, le retour) doit être le protagoniste du film, remplaçant Ellen Ripley — interprétée par Sigourney Weaver. Cependant, Walter Hill et David Giler écrivent le scénario officiel, dans lequel Dwayne Hicks est tué au début de l’histoire. Michael Biehn, dès qu’il apprend la disparition de son personnage, exige et reçoit presque autant de salaire pour sa présence dans une seule scène que pour le rôle tenu dans Aliens.
Au début des années 1990, il tient la tête d’affiche de plusieurs films d’action : Navy Seals : Les Meilleurs, Timebomb et K2, l'ultime défi. Malheureusement, ces films seront des flops au box-office.
En 1993, il interprète le hors la loi Johnny Ringo dans le western Tombstone de George P. Cosmatos, qui, s'il le voit côtoyer Powers Boothe qui tient le rôle de William Brocius (en), chef de la bande Cochise County Cowboys (en), il le met surtout en confrontation face à Kurt Russell et Val Kilmer qui tiennent respectivement les rôles de Wyatt Earp et Doc Holliday.
Puis il joue des personnages secondaires dans Jade de William Friedkin, Rock de Michael Bay, Susan a un plan de John Landis et L'Art de la guerre avec Wesley Snipes.
De 1998 à 2000, il est avec Eric Close, Andrew Kavovit (en), Dale Midkiff, Ron Perlman, Anthony Starke et Rick Worthy (en), l'un des sept mercenaires dans la version télévisée du western Les Sept Mercenaires de John Sturges sorti en 1960.
En 2007, il incarne le rôle du Shérif Hague dans Planète Terreur de Robert Rodriguez.
En 2009, il a failli retrouver une nouvelle fois James Cameron pour le film Avatar. Plus ou moins pressenti pour jouer le rôle du colonel Miles Quaritch, le rôle revient finalement à Stephen Lang car selon Biehn, Cameron ne souhaitait pas que le film soit associé à une réunion entre lui et Sigourney Weaver. Cameron révèle qu'il n'avait pas un rôle spécifique pour lui, mais qu'engager Sigourney Weaver vingt-trois ans après Aliens, avait eu un impact sur le fait d'engager Biehn.
En 2010, il écrit et réalise son premier long métrage, The Blood Bond (en), tout en y tenant un rôle. Le film lui est proposé par Bey Logan qui lui demande de réécrire son scénario, et ce faisant, il pourrait réaliser le film,. Ce premier essai derrière la caméra s'est transformé en désillusion pour Biehn qui s'est désolidarisé du film : « Appeler ce film mes débuts de réalisateur est une farce. Le rôle de réalisateur comprend plusieurs aspects de la réalisation d'un film auxquels je n'ai pas participé. Je n'ai pas participé au casting (je n'ai pas non plus écrit le scénario), je n'ai pas participé au montage, au mixage du son, à la colorisation, à la musique, à l'ADR, ou tout autre aspect de la post-production. De plus, tous mes dialogues dans le film ont été doublé par une autre personne. L'équipe était la moins expérimentée et la moins organisée que j'aie connue au cours de mes 35 années d'implication dans le cinéma et j'avais très peu à dire sur la production quotidienne ou sur le produit final. En fait, j'ai eu si peu à voir avec le film que je ne l'ai même pas vu, à ce jour »,,.
En 2011, Il écrit, réalise et joue dans son second long métrage, The Victim.
Il reprend de manière inattendue le rôle du caporal Hicks dans le jeu vidéo Aliens: Colonial Marines (2013), suite spirituelle du film Aliens développée par le studio Gearbox Software. C'est une expérience extrêmement amère pour Biehn, qui critique le manque de passion du studio, contrairement à ce qu'il a pu remarquer lorsqu'il a participé au jeu Far Cry 3: Blood Dragon sorti la même année.
En 2019, trente-trois ans après avoir joué pour la première fois le caporal Dwayne Hicks dans Aliens, il reprend une nouvelle fois le personnage pour les besoins d'une fiction audio qui adapte le scénario avorté de William Gibson pour le film Alien 3 (1992). Il y côtoie notamment Lance Henriksen qui reprend le personnage de l'androïde Bishop.
En novembre 2020, il apparait en tant qu'invité dans le cinquième épisode de la deuxième saison de la série The Mandalorian, première série en prise de vues réelles de l'univers Star Wars. Bien que la série soit portée par Pedro Pascal qui joue le rôle titre, Biehn, qui joue un ancien militaire taché de protéger une magistrate corrompue, doit faire face à Rosario Dawson qui interprète l'ancienne Jedi Ahsoka Tano.
En mars 2022, il apparait en tant qu'invité dans le treizième épisode de la onzième saison de la sérieThe Walking Dead.

### Vie privée

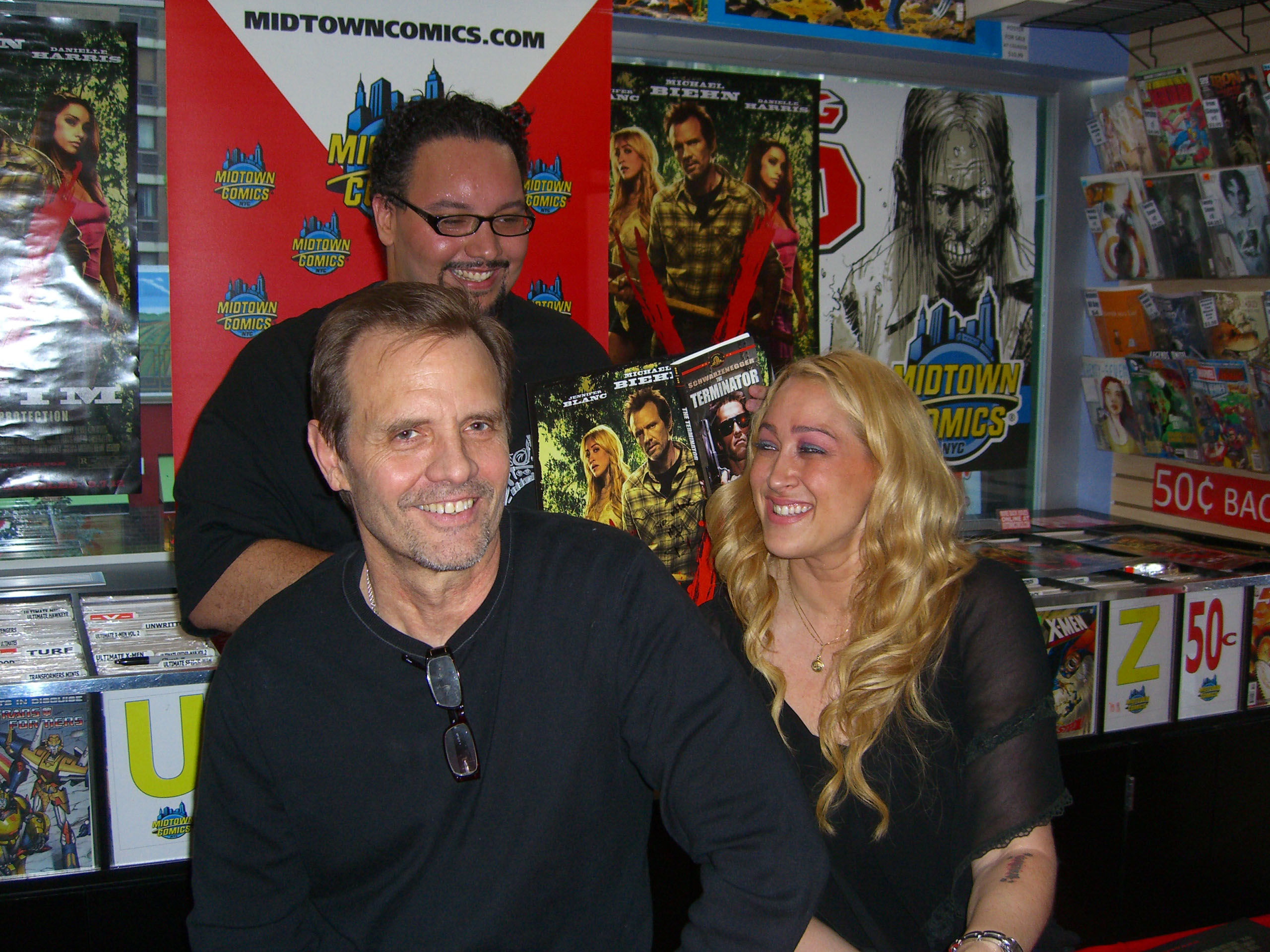
Michael Biehn et sa compagne, l’actrice Jennifer Blanc, en pleine promotion de The Victim en 2012.

Le 11 juillet 1980, Michael Biehn se marie à l’actrice Carlene Olson. Ensemble, ils ont des jumeaux : Devon et Taylor (nés en 1984). En 1987, ils divorcent.
Il se remarie à Gina Marsh, avec qui il a deux garçons : Caelan Michael (né en 1992) et Alexander (en 2003). En 2008, ils se séparent.
En 2012, il se remarie à l’actrice Jennifer Blanc, qui a coproduit et joué avec lui dans The Victim (2012),. Ils ont un enfant, Dashiell King Biehn (né en 2015).
Il est membre de la fraternité Sigma Nu.

## Filmographie

### En tant qu’acteur

#### Longs métrages

##### Années 1970
- 1978 : La prof joue et gagne (Coach) de Bud Townsend : Jack Ripley
- 1978 : Grease de Randal Kleiser : Mike, un athlète de l'école (non crédité)

##### Années 1980
- 1980 : Les Motos sauvages (Hog Wild) de Les Rose : Tim Warner
- 1981 : Fanatique (The Fan) d'Ed Bianchi (en) : Douglas Breen
- 1983 : La Loi des seigneurs (en) (The Lords of Discipline) de Franc Roddam : Alexander
- 1984 : Terminator (The Terminator) de James Cameron : Kyle Reese
- 1986 : Aliens, le retour (Aliens) de James Cameron : le caporal Dwayne Hicks
- 1988 : Le Sang du châtiment (Rampage) de William Friedkin : Anthony Fraser
- 1988 : La Septième Prophétie (The Seventh Sign) de Carl Schultz : Russell Quinn
- 1988 : In a Shallow Grave de Kenneth Bowser : Garnet Montrose
- 1989 : Abyss (The Abyss) de James Cameron : le lieutenant Hiram Coffey

##### Années 1990
- 1990 : Navy Seals : Les Meilleurs (Navy Seals) de Lewis Teague : le lieutenant James Curran
- 1991 : Timebomb d'Avi Nesher : Eddie Kaye / Oliver Dykstra
- 1991 : Terminator 2 : Le Jugement dernier de James Cameron : Kyle Reese (caméo version longue)
- 1992 : K2, l'ultime défi (K2) de Franc Roddam : Taylor Brooks
- 1993 : Deadfall, les pros de l'arnaque (Deadfall) de Christopher Coppola : Joe Dolan
- 1993 : Tombstone de George Pan Cosmatos : Johnny Ringo
- 1995 : In the Kingdom of the Blind, the Man with One Eye Is King de Nick Vallelonga : Jackie Ryan
- 1995 : Jade de William Friedkin : Bob Hargrove
- 1995 : Breach of Trust de Charles Wilkinson : Casey Woods
- 1996 : T2 3-D: Battle Across Time : Kyle Reese (court vidéo)
- 1996 : Mojave Moon de Kevin Dowling (en) : Boyd
- 1996 : Rock (The Rock) de Michael Bay : le commandant Anderson
- 1997 : Dead Men Can't Dance de Steve Anderson : Robert Hart
- 1997 : The Ride de Michael O. Sajbel : Smokey Banks
- 1998 : American Dragons de Ralph Hemecker (en) : l’inspecteur Tony Luca
- 1998 : Susan a un plan (Susan's Plan) de John Landis : Bill

##### Années 2000
- 2000 : Retour de flammes (Chain of Command) de David Worth : Craig Thornton
- 2000 : Cherry Falls de Geoffrey Wright : le shérif Brent Marken
- 2000 : L'Art de la guerre (The Art of War) de Christian Duguay : Robert Bly
- 2001 : La Prophétie des ténèbres II (Megiddo: The Omega Code 2) de Brian Trenchard-Smith : David Alexander
- 2002 : Top chronos (Clockstoppers) de Jonathan Frakes : Henry Gates
- 2005 : Jeux de gangs (Havoc) de Barbara Kopple : Stuart Lang
- 2005 : Dragon Squad (猛龍) de Daniel Lee Yan-kong : Petros Angelo
- 2006 : The Insatiable de Chuck Konzelman et Cary Solomon : Strickland
- 2007 : You Are Here ou Spin de Henry Pincus : Tony Russo
- 2007 : Planète Terreur (Planet Terror) de Robert Rodriguez : le shérif Hague
- 2007 : Evil Game (They Wait) d'Ernie Barbarash : Blake O'Connell
- 2008 : Stiletto de Nick Vallelonga : Lee
- 2009 : Saving Grace B. Jones de Connie Stevens : Landy Bretthorst
- 2009 : Streets of Blood de Charles Winkler : l’agent Michael Brown

##### Années 2010
- 2010 : Psych 9 d’Andrew Shortell : le détective Marling
- 2010 : Bereavement de Stevan Mena : Jonathan Miller
- 2010 : The Blood Bond (en) de lui-même : John Tremayne
- 2011 : Une soirée d'enfer (Take Me Home Tonight) de Michael Dowse : Bill Franklin
- 2011 : The Divide de Xavier Gens : Mickey
- 2011 : Puncture d’Adam Kassen (en) et Mark Kassen (en) : Red
- 2011 : The Victim de lui-même : Kyle
- 2011 : Yellow Rock de Lenore Andriel et Steve Doucette : Tom Hanner
- 2011 : Jacob de Larry Wade Carrell : Lawrence Kell
- 2012 : Sushi Girl de Kern Saxton : Mike
- 2013 : Treachery de Travis Romero : Henry
- 2013 : The Night Visitor de Jennifer Blanc : l’agent Walker
- 2014 : The Legend of DarkHorse County de Shawn Welling : Jon
- 2014 : Trapped Out d’Allan Ungar : Reggie Munror
- 2014 : Hidden in the Woods de Patricio Valladares : Oscar Crocker
- 2014 : The Dark Forest de Michael R. Morris et Henry Luk : Peter
- 2015 : Le Roi Scorpion 4 : La Quête du pouvoir (The Scorpion King 4: Quest for Power) de Mike Elliott : le roi Yannick
- 2016 : The Girl de Jennifer Blanc : le père
- 2016 : She Rises de Larry Wade Carrell : le père Longlegs
- 2016 : The Night Visitor 2: Heather's Story de Brianne Davis : l’agent Walker
- 2016 : Tueur programmé (The Shadow Effect) d’Obin Olson et Amariah Olson : le shérif Hodge
- 2019 : Red Handed de Frank Peluso : Reynolds

##### Années 2020
- 2020 : Killer Weekend : Dr Carol
- 2021 : The Hype de Christian Sesma : Warden Smith
- 2022 : The Farm : Johnny Dickens
- 2025 : Predator: Killer of Killers de Dan Trachtenberg (voix)

#### Court métrage
- 2011 : From Darkness d’Andrew C. Erin : l’agent Doug Albright

#### Téléfilms

##### Années 1970
- 1978 : Zuma Beach de Lee H. Katzin : J. D.
- 1978 : L'Âge de cristal : Un limier
- 1978 : Du feu dans le ciel (A Fire in the Sky) de Jerry Jameson : Tom Rearden
- 1979 : Steeletown de Robert L. Collins : Gibby Anderson, le frère de Bill
- 1979 : The Paradise Connection de Michael Preece : Larry

##### Années 1980
- 1983 : China Rose de Robert Day : Daniel Allen
- 1984 : Le Martyre de Saint-Sébastien (Das Martyrium des heiligen Sebastian) de Petr Weigl : Sébastian
- 1985 : Deadly Intentions (en) de Noel Black : Dr Charles Raynor
- 1985 : Die Nacht aus Blei de Petr Weigl : Eselein

##### Années 1990
- 1992 : A Taste for Killing (en) de Lou Antonio : Bo Landry
- 1993 : Strapped de Forest Whitaker : le lieutenant Matthew McRae
- 1994 : Deep Red de Craig R. Baxley : Joe Keyes
- 1996 : Colère froide (Conundrum) de Douglas Barr : le détective Stash Horak
- 1997 : Asteroïde : Points d'impact (Asteroids: Deadly Impact) de Bradford May : le directeur Jack Wallach
- 1998 : Silver Wolf de Peter Svatek : Roy McLean

##### Années 2000
- 2002 : Borderline d'Evelyn Maude Purcell : l’inspecteur Macy Kobacek
- 2004 : The Legend of Butch and Sundance de Sergio Mimica-Gezzan : Mike Cassidy

#### Séries télévisées
- 1977 : James at 15 : Tony (saison 1, épisode 1 : Pilot)
- 1977 :  L'Âge de cristal (Logan's Run) : Sandman (saison 1, épisode 1)
- 1978- 1979 : The Runaways (en) : Mark Johnson  (17 épisodes)
- 1979 : Family : Jake (saison 4, épisode 5 The Athlete)
- 1979 : ABC Afterschool Specials : Seth (saison 7, épisode 6 The Terrible Secret)
- 1984 : Capitaine Furillo (Hill Street Blues) : l’officier Randall Buttman  (3 épisodes)
- 1995 : Aventures dans le Grand Nord : Blake / Philip Thornton (saison 1, épisode 5: Le Sang du chasseur)
- 1998-2000 : Les Sept mercenaires (The Magnificent Seven) : Chris Larrabee (22 épisodes)
- 2002-2003 : Aventure et Associés (Adventure Inc.) : Judson Cross  (22 épisodes)
- 2004 : Hawaii : Sean Harrison (7 épisodes)
- 2006 : New York, section criminelle (Law and Order: Criminal Intent) : Leland Dockerty (saison 6, épisode 8 : The War at Home)
- 2009 : Esprits criminels (Criminals minds) : le détective Ron Fullwood (saison 4, épisode 14 : Cold Comfort)
- 2009 : The Line : le lieutenant Jay Frye (saison 1, épisode 7 : O.I.S.)
- 2014 : Métal Hurlant Chronicles (Metal Hurlant Chronicles) : le shérif Jones (saison 2, épisode 1)
- 2014 : 24 Hour Rental : Buzz (12 épisodes)
- 2019 : Curfew : Roadkill Jim (saison 1, épisode 2)
- 2020 : The Mandalorian : le commandant de la garde de Morgan Elsbeth (saison 2, épisode 5)
- 2022 : The Walking Dead : Ian (saison 11, épisode 13)

#### Jeux vidéo
- 1999 : Command and Conquer : Soleil de Tiberium : le commandant Mickael McNeil
- 2013 : Aliens: Colonial Marines : le caporal Dwayne Hicks
- 2013 : Far Cry 3: Blood Dragon : le sergent Rex « Power » Colt
- 2013 : Aliens: Colonial Marines - Stasis Interrupted : Dwayne Hicks
- 2016 : Trials of the Blood Dragon : le sergent Rex « Power » Colt

### En tant que producteur
- 2013 : The Night Visitor de Jennifer Blanc
- 2014 : Mindless de Jason DeVan
- 2014 : Hidden in the Woods de Patricio Valladares
- 2016 : The Girl de Jennifer Blanc
- 2016 : Deadly Signal de Brianne Davis
- 2016 : She Rises de Larry Wade Carrell
- 2016 : The Lincoln de Stephanie Paris
- 2017 : Altered Perception de Kate Rees Davies
- 2017 : Fetish Factory de Staci Layne Wilson

### En tant que scénariste et réalisateur
- 2010 : The Blood Bond (en)
- 2011 : The Victim

## Dans la culture populaire
- Une image de lui dans le film Terminator a été utilisée sur la jaquette du jeu vidéo Metal Gear dans le rôle de Solid Snake en 1987. Michael Biehn, alors en pleine gloire, aurait pu, selon les développeurs, être parfait dans le rôle de Solid Snake dans une éventuelle adaptation au cinéma du jeu.
- Il se fait mordre dans tous les films de James Cameron.

## Voix francophones
En version française, Michael Biehn est notamment doublé à trois reprises par Patrick Poivey dans Terminator, La Septième Prophétie et Streets of Blood ainsi que par Guy Chapellier dans Rock, Megiddo: The Omega Code 2 (en) et Dragon Squad. Edgar Givry le double lui aussi à trois reprises, dans Fanatique, Asteroïde : Points d'impact et Esprits criminels. Parmi ses autres voix notables Michael Biehn est notamment doublé par Marc Alfos dans Aliens, le retour, Roland Timsit dans Abyss; Emmanuel Jacomy dans Navy Seals, les meilleurs, Luc Bernard dans K2, Emmanuel Karsen dans Tombstone, Patrick Borg dans Jade, Gérard Darier dans L'Art de la guerre, Maurice Decoster dans Aventure et Associés, José Luccioni dans Les Sept Mercenaires ou encore Philippe Vincent dans Planète Terreur.
En version québécoise, Pierre Auger le double à trois reprises dans  Une nuit en enfer, L'Art de la guerre et Les Horlogers du Temps. Il est également doublé à titre exceptionnel par Jean-Luc Montminy dans Duel au soleil, Mario Desmarais dans Le rocher et Benoît Rousseau dans Planète Terreur.